# Леонов, Сергей Дмитриевич
Серге́й Дми́триевич Лео́нов (род. 9 мая 1983, Суворов, Тульская область) — российский государственный и политический деятель, кандидат медицинских наук, автор научных работ и изобретений. Председатель комитета Государственной Думы по охране здоровья (с 2024) 
Член Совета Федерации от законодательной власти Смоленской области с 27 сентября 2018 года по 6 октября 2021 года, Координатор Смоленского регионального отделения ЛДПР с 2013 года по 2021 год.
Заместитель председателя Общероссийской общественной организации «Российский союз молодых учёных». Депутат Смоленской областной Думы V созыва по списку ЛДПР с 2013 по 2018 год.
Депутат Государственной думы Российской Федерации (с 2021 года).
Председатель комитета Государственной Думы по охране здоровья.
Под санкциями США с 2014 года, а с 25 февраля 2022 года после начала полномасштабной войны России против Украины и под санкциями Евросоюза и ряда других стран.

## Биография
Родился 9 мая 1983 года в городе Суворове Тульской области. С 1990 года семья проживает в городе Смоленске.
В 2000 году окончил Смоленскую гимназию им. Н. М. Пржевальского, а в 2006 году — лечебный факультет Смоленской государственной медицинской академии. В 2009 году с отличием окончил НОУ ВПО «Институт бизнеса и предпринимательства» специальность «Менеджмент организации».

## Политическая карьера
С 2008 по 2011 год — заместитель координатора Смоленского регионального отделения ЛДПР, параллельно работал помощником на общественных началах депутата Государственной Думы А. В. Островского в Смоленской области (2009—2012 годы).
В 2010 году Сергей Дмитриевич стал депутатом Смоленской районной Думы МО «Смоленский район» Смоленской области от ЛДПР, а в 2013 году — депутатом Смоленской областной Думы V созыва по списку ЛДПР, председателем комитета Смоленской областной Думы по вопросам местного самоуправления, государственной службы и связям с общественными организациями. На момент избрания в Смоленскую областную Думу являлся директором ООО «Научно-исследовательский центр биотехнологии».
С 2013 года по настоящее время занимает должность координатора Смоленского регионального отделения ЛДПР.
27 сентября 2018 года Сергей Дмитриевич Леонов наделён полномочиями члена Совета Федерации Федерального Собрания РФ от законодательного органа власти Смоленской области, член Комитета Совета Федерации по социальной политике.
6 октября 2021 года Совет Федерации прекратил сенаторские полномочия С. Д. Леонова в связи с его избранием в Госдуму.

## Законодательные инициативы
В ходе российского вторжения на Украину в апреле 2022 года в составе группы депутатов внёс проект закона о наделяющий генерального прокурора России и его заместителей правом признавать регистрацию СМИ недействительной и прекращать действие лицензии на теле- и радиовещание в случае распространения ими «фейков» о российских военных и их «дискредитации», призывов к санкциям, а также информации, в которой содержится «явное неуважение к обществу, государству и Конституции Российской Федерации».

## Научная деятельность
С 2004 по 2009 год работал лаборантом-исследователем Центральной научно-исследовательской лаборатории Смоленского государственного медицинского университета.
В 2009 году Сергей Дмитриевич досрочно окончил аспирантуру на кафедре оперативной хирургии с курсом топографической анатомии Смоленского государственного медицинского университета. Защитил кандидатскую диссертацию на тему: «Комплексная оценка функциональной активности аутотрансплантата селезёнки у крыс» по специальности «иммунология и аллергология». После чего работал ассистентом кафедры оперативной хирургии с курсом топографической анатомии.
С октября 2010 по 2013 годы проходил обучение в очной докторантуре Московского государственного медико-стоматологического университета на базе лаборатории минимально инвазивной хирургии Научно-исследовательского медико-стоматологического института. С декабря 2011 года по февраль 2014 года работал доцентом кафедры хирургии ФПДО МГМСУ.
Сергей Дмитриевич автор 140 научных работ, 2 учебно-методических пособий для врачей, 2 монографий, им получено 34 патента на изобретения и 11 удостоверений на рационализаторские предложения.
Область научных интересов: минимально инвазивные технологии в хирургии и терапии, разработка диагностического оборудования на базе биоимпедансного анализа, экспериментальная хирургия, разработка новых методов диагностики и лечения различных заболеваний.
20 апреля 2022 года в ходе вторжения России на Украину предложил принудительно забирать кровь у украинских пленных.

## Санкции
23 февраля 2022 года внесён в санкционные списки стран Евросоюза за действия и политику, которые подрывают территориальную целостность, суверенитет и независимость Украины и еще больше дестабилизируют Украину.
24 февраля 2022 года включён в санкционный список Канады «близких соратников режима» за голосование о признании независимости «так называемых республик в Донецке и Луганске».
24 марта 2022 года, на фоне вторжения России на Украину, включен в санкционный список США за «соучастие в войне Путина» и «поддержку усилий Кремля по вторжению в Украину», Госдеп США заявил что депутаты Госдумы используют свои полномочия для преследования инакомыслящих и политических оппонентов, нарушают свободу информации, ограничивают права человека и основные свободы граждан России.
Позднее, по аналогичным основаниям, включён в санкционные списки Великобритании, Швейцарии, Австралии, Японии, Украины и Новой Зеландии.

## Семья
Женат, воспитывает троих сыновей.